# Mille-feuille
Pour les articles homonymes, voir Mille-feuille (homonymie) et Mille.
Un mille-feuille, mille feuille ou millefeuille, est une pièce de pâtisserie faite de trois couches de pâte feuilletée et deux couches de crème pâtissière. Le dessus est glacé avec du sucre glace ou du fondant. On peut y ajouter de la confiture ou des fruits.
Il aurait été créé par François Pierre de La Varenne, qui le décrit dans son Cuisinier françois en 1651[réf. nécessaire]. Il aurait ensuite été perfectionné par Marie-Antoine Carême, cuisinier de Charles-Maurice de Talleyrand-Périgord.
Cependant, beaucoup de pâtissiers professionnels ne le font remonter qu'à 1867, date à laquelle il fut proposé comme spécialité du célèbre pâtissier Adolphe Seugnot, alors installé 28 rue du Bac à Paris.

## Origine du nom

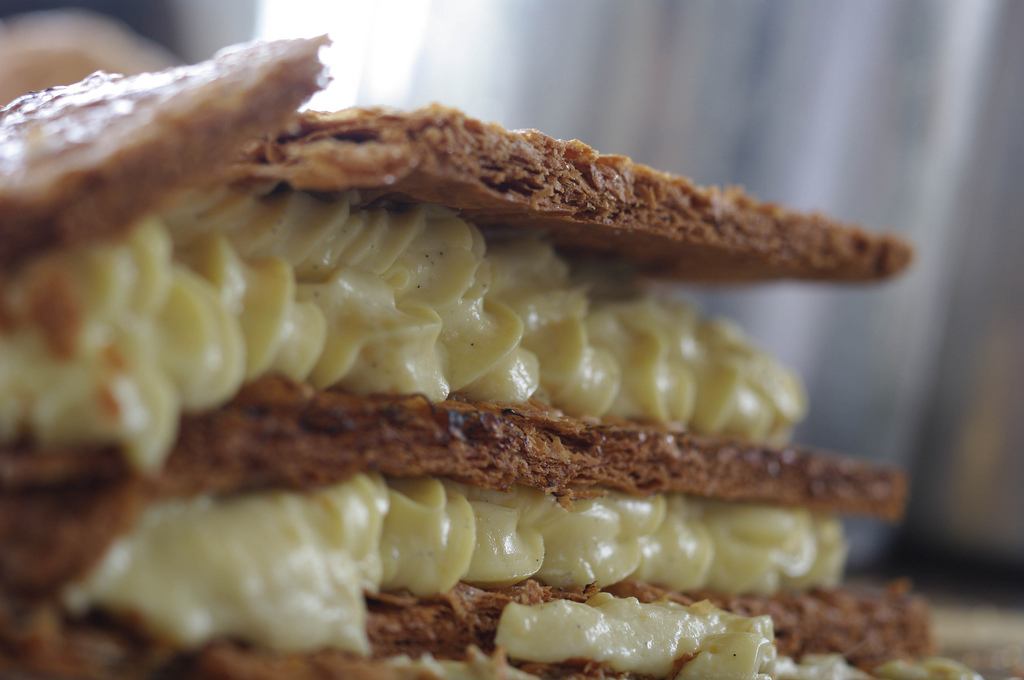
Détail de la structure d'un mille feuille.

Le nom français de cette pâtisserie fait référence au nombre élevé de feuillets de pâte qui composent chaque gâteau. Compte tenu de la méthode traditionnelle de préparation de la pâte feuilletée, en six étapes de pliages en trois, le mille-feuille comporte en réalité 729 paires de feuillets. L'adoption plus récente d'un pliage en deux par certains cuisiniers conduit à un mille-feuille comportant un nombre différent de feuillets, 2048 paires dans le cas de la recette d'André Guillot.
Dans de nombreux pays de langue anglaise, dans les pays nordiques et slaves ainsi qu’en Iran, le mille-feuille et les recettes locales de même nature portent un nom faisant référence au prénom « Napoléon ». Ce nom semble être apparu en Russie pour désigner le dessert français qui s'est répandu en Europe centrale et Europe de l'est lors des invasions napoléonniennes.

## Orthographe

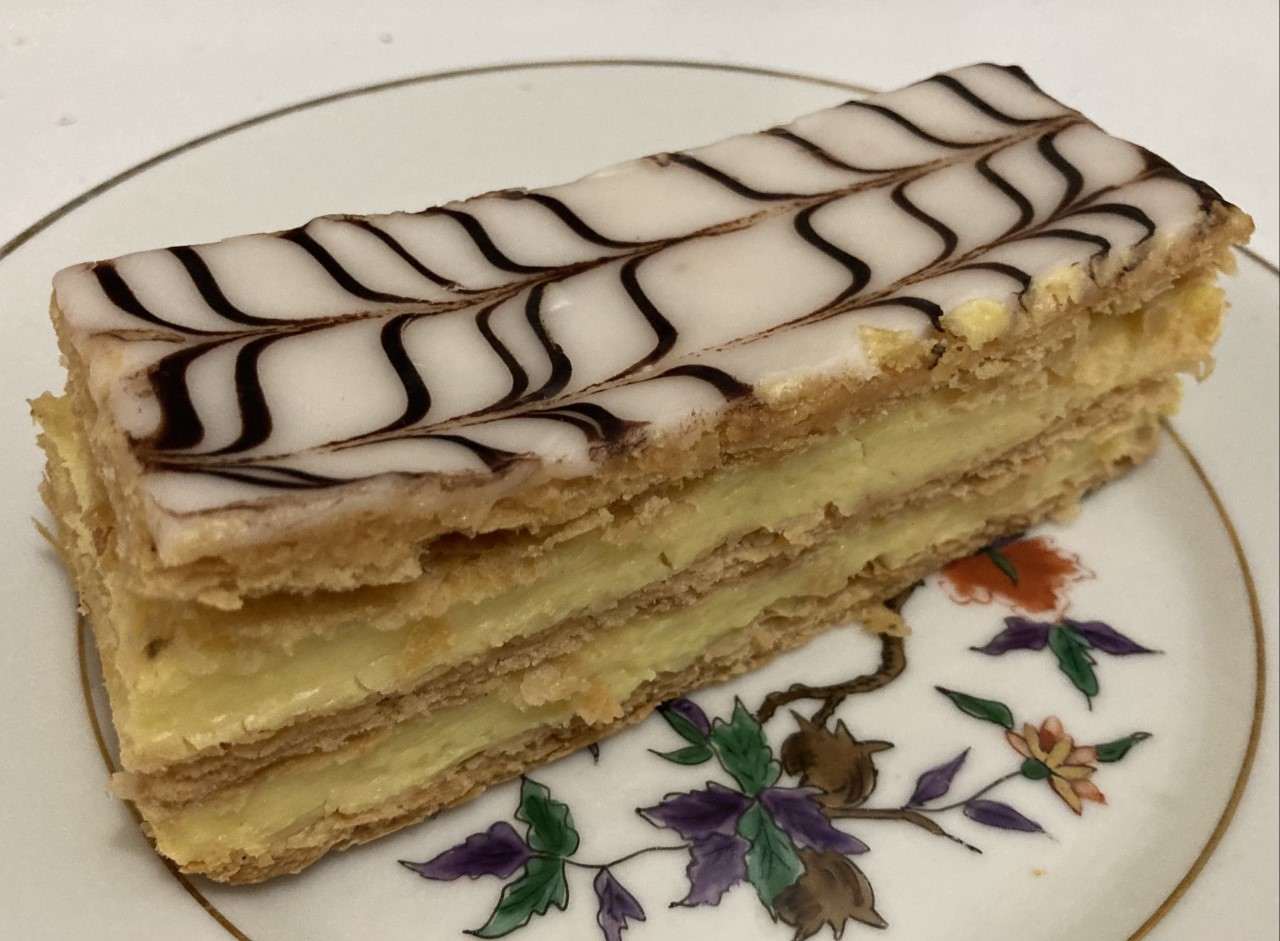
Mille-feuille.

La graphie recommandée par les rectifications orthographiques de 1990 est celle sans trait d'union. C'est aussi la seule donnée par l'Académie, Hanse et le Robert. Au contraire, les dictionnaires Larousse et Jouette ne donnent que la forme avec trait d'union. Thomas ne se prononce pas clairement : il ne donne que la version avec trait d'union, en indiquant que l'Académie « admet aussi [sic] l'orthographe millefeuille », mais son propos n'est que la marque du pluriel des composés de mille. Le Trésor de la langue française donne les deux graphies sans distinction, reflétant l'usage. Notons que l'orthographe du nom de la plante homonyme n'est pas traitée de la même façon par ces différents ouvrages.

## Composition

### Classique
Traditionnellement, le mille-feuille est composé de trois couches de pâte feuilletée étalées et caramélisées, séparées par une crème pâtissière aromatisée et recouvert de sucre glace ou de fondant. 
Souvent détaillée sous forme rectangulaire et présentée à plat, la pâte feuilletée utilisée peut être classique ou inversée. Cette deuxième option, plus riche, permet d’obtenir un gâteau plus friable. Elle peut être saupoudrée de sucre avant cuisson, pour apporter une caramélisation au feuilletage.
La crème pâtissière est présente en couche régulière entre les abaisses de pâte feuilletée. Elle est traditionnellement aromatisée à la vanille, au rhum ou au kirch.
La couche supérieure de pâte feuilletée est généralement saupoudrée de sucre glace ou recouverte d'un fondant traditionnellement marbré de chocolat.

### Revisitée
Tant sur les goûts que sur la forme les trois composantes du mille-feuille (pâte feuilletée, crème et fondant) sont régulièrement revus par les grands pâtissiers et de nombreuses recettes (au caramel, aux fruits, etc.) existent en boulangerie, dans les livres de cuisine ou sur les sites et blogs culinaires.
Pour sa préparation fastidieuse ou sa teneur en matière grasse, la pâte feuilletée est parfois remplacée par des feuilles de brick ou de la pâte phyllo.
Le montage du millefeuille est aussi régulièrement revisité, pour en faciliter la découpe ou la dégustation ou simplement pour en moderniser l'aspect. Ainsi le chef pâtissier du Ritz Paris, François Perret propose depuis juin 2021 des mille-feuilles à la forme de hot-dog.

## Dans la langue française
Le terme de mille-feuille est utilisé en référence aux couches de cette pâtisserie pour désigner une organisation structurelle faite de nombreuses strates superposées. Il est souvent utilisé avec ironie pour désigner certaines organisations administratives (on parle de "mille-feuille administratif"), telle que la structuration des compétences entre les différentes administrations territoriales.